# La Balme-de-Sillingy
La Balme-de-Sillingy és un municipi francès situat al departament de l'Alta Savoia i a la regió d'Alvèrnia-Roine-Alps. L'any 2007 tenia 4.683 habitants.

## Demografia

### Població
El 2007 la població de fet de La Balme-de-Sillingy era de 4.683 persones. Hi havia 1.649 famílies de les quals 316 eren unipersonals (134 homes vivint sols i 182 dones vivint soles), 423 parelles sense fills, 774 parelles amb fills i 136 famílies monoparentals amb fills.
La població ha evolucionat segons el següent gràfic:
Habitants censats

### Habitatges
El 2007 hi havia 1.739 habitatges, 1.678 eren l'habitatge principal de la família, 23 eren segones residències i 38 estaven desocupats. 1.050 eren cases i 681 eren apartaments. Dels 1.678 habitatges principals, 1.113 estaven ocupats pels seus propietaris, 517 estaven llogats i ocupats pels llogaters i 48 estaven cedits a títol gratuït; 56 tenien una cambra, 139 en tenien dues, 222 en tenien tres, 461 en tenien quatre i 800 en tenien cinc o més. 1.472 habitatges disposaven pel capbaix d'una plaça de pàrquing. A 608 habitatges hi havia un automòbil i a 1.012 n'hi havia dos o més.

### Piràmide de població
La piràmide de població per edats i sexe el 2009 era:
| Homes | Edats   | Dones |
| ----- | ------- | ----- |
| 0     | 95 o +  | 0     |
| 0     | 90 a 94 | 0     |
| 4     | 85 a 89 | 8     |
| 12    | 80 a 84 | 4     |
| 16    | 75 a 79 | 36    |
| 32    | 70 a 74 | 32    |
| 44    | 65 a 69 | 24    |
| 48    | 60 a 64 | 56    |
| 76    | 55 a 59 | 80    |
| 132   | 50 a 54 | 112   |
| 172   | 45 a 49 | 160   |
| 140   | 40 a 44 | 152   |
| 192   | 35 a 39 | 164   |
| 168   | 30 a 34 | 184   |
| 112   | 25 a 29 | 156   |
| 52    | 20 a 24 | 140   |
| 176   | 15 a 19 | 132   |
| 176   | 10 a 14 | 172   |
| 148   | 5 a 9   | 148   |
| 124   | 0 a 4   | 132   |

## Economia
El 2007 la població en edat de treballar era de 3.273 persones, 2.517 eren actives i 756 eren inactives. De les 2.517 persones actives 2.338 estaven ocupades (1.238 homes i 1.100 dones) i 179 estaven aturades (64 homes i 115 dones). De les 756 persones inactives 209 estaven jubilades, 301 estaven estudiant i 246 estaven classificades com a «altres inactius».

### Ingressos
El 2009 a La Balme-de-Sillingy hi havia 1.830 unitats fiscals que integraven 5.012 persones, la mediana anual d'ingressos fiscals per persona era de 21.280,5 €.

### Activitats econòmiques
Dels 207 establiments que hi havia el 2007, 1 era d'una empresa de fabricació de material elèctric, 1 d'una empresa de fabricació d'elements pel transport, 7 d'empreses de fabricació d'altres productes industrials, 42 d'empreses de construcció, 42 d'empreses de comerç i reparació d'automòbils, 12 d'empreses de transport, 14 d'empreses d'hostatgeria i restauració, 5 d'empreses d'informació i comunicació, 11 d'empreses financeres, 9 d'empreses immobiliàries, 22 d'empreses de serveis, 25 d'entitats de l'administració pública i 16 d'empreses classificades com a «altres activitats de serveis».
Dels 58 establiments de servei als particulars que hi havia el 2009, 1 era una gendarmeria, 1 oficina de correu, 1 una oficina bancària, 1 funerària, 4 tallers de reparació d'automòbils i de material agrícola, 1 establiment de lloguer de cotxes, 1 autoescola, 1 paleta, 9 guixaires pintors, 9 fusteries, 5 lampisteries, 5 electricistes, 2 empreses de construcció, 3 perruqueries, 1 veterinari, 8 restaurants, 2 agències immobiliàries, 1 tintoreria i 2 salons de bellesa.
Dels 8 establiments comercials que hi havia el 2009, 1 era un hipermercat, 1 una gran superfície de material de bricolatge, 2 carnisseries, 1 una peixateria, 1 una botiga d'equipament de la llar i 2 floristeries.
L'any 2000 a La Balme-de-Sillingy hi havia 22 explotacions agrícoles que ocupaven un total de 690 hectàrees.

## Equipaments sanitaris i escolars
L'únic equipament sanitari que hi havia el 2009 era una farmàcia.
El 2009 hi havia 2 escoles maternals i 3 escoles elementals.

## Poblacions més properes
El següent diagrama mostra les poblacions més properes.